# Alexander Schowtka
Alexander Schowtka (Valencia (Venezuela), 18 de septiembre de 1963) es un nadador alemán de origen venezolano retirado especializado en pruebas de estilo libre, donde consiguió ser subcampeón olímpico en 1984 en los 4x200 metros estilo libre.

## Carrera deportiva
En los Juegos Olímpicos de Los Ángeles 1984 ganó la medalla de plata en los relevos de 4x200 metros estilo libre, con un tiempo de 7:16.73 segundos, tras Estados Unidos (oro) y por delante de Reino Unido (bronce), siendo sus compañeros de equipo los nadadores: Thomas Fahrner, Dirk Korthals, Michael Gross y Rainer Henkel; dos años después, en el Campeonato Mundial de Natación de 1986 celebrado en Madrid, volvió a ganar la plata en los relevos de 4x200 metros estilo libre, tras Alemania del Este y por delante de Estados Unidos (bronce).